# Dreamin' My Dreams
 (février 2018).
Si vous disposez d'ouvrages ou d'articles de référence ou si vous connaissez des sites web de qualité traitant du thème abordé ici, merci de compléter l'article en donnant les références utiles à sa vérifiabilité et en les liant à la section « Notes et références ».
Albums de Marianne Faithfull
Love in a Mist
(1967) Broken English
(1979)
Singles
1. Dreamin' My Dreams
Sortie : 7 novembre 1975
2. All I Wanna Do In Life
Sortie : 10 novembre 1976

Dreamin' My Dreams est le sixième album de la chanteuse rock anglaise Marianne Faithfull, sorti en 1976 et réédité, en version augmentée, deux ans plus tard, en 1978, sous le titre Faithless.

## Présentation
La principale différence, entre les deux versions est la pochette et l'organisation de certaines pistes. Les musiciens des deux éditions sont The Grease Band (en),.
Cependant, en tant que réédition, Faithless bénéficie, pour sa version LP, de quatre nouveaux titres produits par Bob Potter, Wait for Me Down by the River, I'll Be Your Baby Tonight, That Was The Day (Nashville) et (It Wasn't God Who Made) Honky Tonk Angels mais fait abstraction des morceaux Somebody Loves You, I'm Looking For Blue Eyes et Sweet Little Sixteen, présents sur Dreamin' My Dreams. Ces trois derniers titres seront, toutefois, insérés dans la réédition CD.
Premier et seul album exclusivement country de la chanteuse — elle reviendra au genre assez fidèlement dans des albums ultérieurs —, Dreamin' My Dreams marque son retour dans les studios depuis l'enregistrement de Rich Kid Blues, en 1971, qui ne sortira qu'en 1986 et de Love in a Mist, paru près de dix ans auparavant (1967).
L'album est également remarquable pour le changement notable dans la voix de chant de Marianne Faithfull. Après des années de tabagisme, de consommation d'alcool et de drogues, sa voix mélodique de son début de carrière fait place à une voix plus profonde et plus enrouée qui est ensuite utilisée pour de nouveaux disques dont son album de renom, Broken English, sorti trois ans plus tard.
Le single Dreamin' My Dreams arrive en tête des charts en Irlande en 1976. Waylon Jennings et Crystal Gayle ont enregistré des versions de la chanson en 1975. Elle est également reprise, plus tard, par Patty Loveless, Alison Krauss, Cowboy Junkies, Mark Chesnutt et Emmylou Harris avec Rodney Crowell, parmi d'autres.

## Liste des titres
|     | 'Face A'                  |                                     |  |
| A1. | Dreamin' My Dreams        | Allen Reynolds                      |  |
| A2. | Fairy Tale Hero           | John Rostill                        |  |
| A3. | This Time                 | Waylon Jennings                     |  |
| A4. | I'm Not Lisa              | Jessi Colter                        |  |
| A5. | Way You Want Me To Be     | David Price, Thomas Kelly           |  |
| A6. | Wrong Road Ahead          | Allen Reynolds                      |  |
|     | 'Face B'                  |                                     |  |
| B1. | All I Wanna Do In Life    | Allen Reynolds, Sandy Mason Theoret |  |
| B2. | I'm Looking For Blue Eyes |                                     |  |
| B3. | Somebody Loves You        | Allen Reynolds                      |  |
| B4. | Vanilla O'Lay             | Jackie DeShannon                    |  |
| B5. | Lady Madelaine            | Marianne Faithfull, Bob Landis      |  |
| B6. | Sweet Little Sixteen      | Chuck Berry                         |  |

| Faithless - Édition vinyle LP (Royaume-Uni, NEMS, 1978) | Faithless - Édition vinyle LP (Royaume-Uni, NEMS, 1978) | Faithless - Édition vinyle LP (Royaume-Uni, NEMS, 1978) | Faithless - Édition vinyle LP (Royaume-Uni, NEMS, 1978) | Faithless - Édition vinyle LP (Royaume-Uni, NEMS, 1978) | Faithless - Édition vinyle LP (Royaume-Uni, NEMS, 1978) | Faithless - Édition vinyle LP (Royaume-Uni, NEMS, 1978) | Faithless - Édition vinyle LP (Royaume-Uni, NEMS, 1978) | Faithless - Édition vinyle LP (Royaume-Uni, NEMS, 1978) | Faithless - Édition vinyle LP (Royaume-Uni, NEMS, 1978) |
| No                                                      | Titre                                                   | Auteur                                                  | Durée                                                   |                                                         |                                                         |                                                         |                                                         |                                                         |                                                         |
| ------------------------------------------------------- | ------------------------------------------------------- | ------------------------------------------------------- | ------------------------------------------------------- | ------------------------------------------------------- | ------------------------------------------------------- | ------------------------------------------------------- | ------------------------------------------------------- | ------------------------------------------------------- | ------------------------------------------------------- |
|                                                         | 'Face A'                                                |                                                         |                                                         |                                                         |                                                         |                                                         |                                                         |                                                         |                                                         |
| A1.                                                     | Dreamin' My Dreams                                      | Allen Reynolds                                          | 3:19                                                    |                                                         |                                                         |                                                         |                                                         |                                                         |                                                         |
| A2.                                                     | Vanilla O'Lay                                           | Jackie DeShannon                                        | 4:01                                                    |                                                         |                                                         |                                                         |                                                         |                                                         |                                                         |
| A3.                                                     | Wait for Me Down by the River                           | Bob Johnston                                            | 3:39                                                    |                                                         |                                                         |                                                         |                                                         |                                                         |                                                         |
| A4.                                                     | I'll Be Your Baby Tonight                               | Bob Dylan                                               | 3:50                                                    |                                                         |                                                         |                                                         |                                                         |                                                         |                                                         |
| A5.                                                     | Lady Madeleine                                          | B. Shepard, Bill Landis, Marianne Faithfull             | 4:29                                                    |                                                         |                                                         |                                                         |                                                         |                                                         |                                                         |
| A6.                                                     | All I Want to Do in Life                                | Allen Reynolds, Sandy Mason                             | 2:46                                                    |                                                         |                                                         |                                                         |                                                         |                                                         |                                                         |
|                                                         | 'Face B'                                                |                                                         |                                                         |                                                         |                                                         |                                                         |                                                         |                                                         |                                                         |
| B1.                                                     | The Way You Want Me to Be                               | David Price, Thomas Kelly                               | 2:08                                                    |                                                         |                                                         |                                                         |                                                         |                                                         |                                                         |
| B2.                                                     | Wrong Road Again                                        | Allen Reynolds                                          | 2:49                                                    |                                                         |                                                         |                                                         |                                                         |                                                         |                                                         |
| B3.                                                     | That Was The Day (Nashville)                            | Marianne Faithfull                                      | 4:20                                                    |                                                         |                                                         |                                                         |                                                         |                                                         |                                                         |
| B4.                                                     | This Time                                               | Waylon Jennings                                         | 3:06                                                    |                                                         |                                                         |                                                         |                                                         |                                                         |                                                         |
| B5.                                                     | I'm Not Lisa                                            | Jessi Colter                                            | 3:22                                                    |                                                         |                                                         |                                                         |                                                         |                                                         |                                                         |
| B6.                                                     | Honky Tonk Angels                                       | J. D. « Jay » Miller                                    | 4:08                                                    |                                                         |                                                         |                                                         |                                                         |                                                         |                                                         |
| 41:57                                                   |                                                         |                                                         |                                                         |                                                         |                                                         |                                                         |                                                         |                                                         |                                                         |

### Rééditions CD
À partir de 1988, Faithless est réédité, par Castle Classics, au format CD avec ses 12 titres originaux.
La première réédition CD "augmentée" à voir le jour se fait en Allemagne en 1988, pour l'album Faithless qui reprend ses 12 titres originaux auxquels sont ajoutés 2 titres bonus Somebody Loves You et Georgia où ce dernier est en fait le morceau Fairytale Hero.
| Faithless - Titres bonus - Réédition CD Allemagne (Gate Records, 1988) | Faithless - Titres bonus - Réédition CD Allemagne (Gate Records, 1988) | Faithless - Titres bonus - Réédition CD Allemagne (Gate Records, 1988) | Faithless - Titres bonus - Réédition CD Allemagne (Gate Records, 1988) | Faithless - Titres bonus - Réédition CD Allemagne (Gate Records, 1988) | Faithless - Titres bonus - Réédition CD Allemagne (Gate Records, 1988) | Faithless - Titres bonus - Réédition CD Allemagne (Gate Records, 1988) | Faithless - Titres bonus - Réédition CD Allemagne (Gate Records, 1988) | Faithless - Titres bonus - Réédition CD Allemagne (Gate Records, 1988) | Faithless - Titres bonus - Réédition CD Allemagne (Gate Records, 1988) |
| No                                                                     | Titre                                                                  | Durée                                                                  |                                                                        |                                                                        |                                                                        |                                                                        |                                                                        |                                                                        |                                                                        |
| ---------------------------------------------------------------------- | ---------------------------------------------------------------------- | ---------------------------------------------------------------------- | ---------------------------------------------------------------------- | ---------------------------------------------------------------------- | ---------------------------------------------------------------------- | ---------------------------------------------------------------------- | ---------------------------------------------------------------------- | ---------------------------------------------------------------------- | ---------------------------------------------------------------------- |
| 13.                                                                    | Somebody Loves You                                                     | 2:58                                                                   |                                                                        |                                                                        |                                                                        |                                                                        |                                                                        |                                                                        |                                                                        |
| 14.                                                                    | Georgia (Fairytale Hero)                                               | 3:30                                                                   |                                                                        |                                                                        |                                                                        |                                                                        |                                                                        |                                                                        |                                                                        |
| 48:13                                                                  |                                                                        |                                                                        |                                                                        |                                                                        |                                                                        |                                                                        |                                                                        |                                                                        |                                                                        |

Par la suite — dès 1991 pour Faithless, dans les années 2000 pour Dreamin' My Dreams —, les deux albums bénéficient de rééditions plus complètes qui font apparaître l'ensemble des 16 titres parus, au total des deux versions vinyles.
Elles sont cependant rééditées sous deux versions distinctes portant leur nom respectif et avec leur propre artwork d'origine. La liste de titres, même si elle est identique, est programmée dans un ordre différent.
| Faithless - Réédition CD 16 titres | Faithless - Réédition CD 16 titres         | Faithless - Réédition CD 16 titres | Faithless - Réédition CD 16 titres | Faithless - Réédition CD 16 titres | Faithless - Réédition CD 16 titres | Faithless - Réédition CD 16 titres | Faithless - Réédition CD 16 titres | Faithless - Réédition CD 16 titres | Faithless - Réédition CD 16 titres |
| No                                 | Titre                                      | Durée                              |                                    |                                    |                                    |                                    |                                    |                                    |                                    |
| ---------------------------------- | ------------------------------------------ | ---------------------------------- | ---------------------------------- | ---------------------------------- | ---------------------------------- | ---------------------------------- | ---------------------------------- | ---------------------------------- | ---------------------------------- |
| 1.                                 | Dreamin' My Dreams                         | 3:19                               |                                    |                                    |                                    |                                    |                                    |                                    |                                    |
| 2.                                 | Vanilla O'Lay                              | 3:57                               |                                    |                                    |                                    |                                    |                                    |                                    |                                    |
| 3.                                 | Wait for Me Down by the River              | 3:35                               |                                    |                                    |                                    |                                    |                                    |                                    |                                    |
| 4.                                 | I'll Be Your Baby Tonight                  | 3:54                               |                                    |                                    |                                    |                                    |                                    |                                    |                                    |
| 5.                                 | Lady Madelaine                             | 4:23                               |                                    |                                    |                                    |                                    |                                    |                                    |                                    |
| 6.                                 | Somebody Loves You                         | 2:52                               |                                    |                                    |                                    |                                    |                                    |                                    |                                    |
| 7.                                 | All I Wanna Do in Life                     | 2:42                               |                                    |                                    |                                    |                                    |                                    |                                    |                                    |
| 8.                                 | The Way You Want Me to Be                  | 2:07                               |                                    |                                    |                                    |                                    |                                    |                                    |                                    |
| 9.                                 | Wrong Road Again                           | 2:48                               |                                    |                                    |                                    |                                    |                                    |                                    |                                    |
| 10.                                | That Was the Day (Nashville)               | 4:16                               |                                    |                                    |                                    |                                    |                                    |                                    |                                    |
| 11.                                | This Time                                  | 3:03                               |                                    |                                    |                                    |                                    |                                    |                                    |                                    |
| 12.                                | I'm Not Lisa                               | 3:19                               |                                    |                                    |                                    |                                    |                                    |                                    |                                    |
| 13.                                | Fairytale Hero                             | 3:23                               |                                    |                                    |                                    |                                    |                                    |                                    |                                    |
| 14.                                | (It Wasn't God Who Made) Honky Tonk Angels | 4:08                               |                                    |                                    |                                    |                                    |                                    |                                    |                                    |
| 15.                                | I'm Looking for Blue Eyes                  | 1:59                               |                                    |                                    |                                    |                                    |                                    |                                    |                                    |
| 16.                                | Sweet Little Sixteen                       | 2:48                               |                                    |                                    |                                    |                                    |                                    |                                    |                                    |
| 52:34                              |                                            |                                    |                                    |                                    |                                    |                                    |                                    |                                    |                                    |

## Crédits
| - Marianne Faithfull : chant - The Grease Band (en) : - Henry McCullough : guitare (lead), mandoline, chœurs - Neil Hubbard : guitare, pedal steel guitar - Mick Weaver : piano, orgue, synthétiseur - Alan Spenner : basse, chœurs - Bruce Rowland : batterie | - Bill Landis (Dreamin' My Dreams, Lady Madelaine) - Bob Potter (Wait for Me Down by the River, I'll Be Your Baby Tonight, That Was the Day (Nashville), Honky Tonk Angels) - Derek Wadsworth (Vanilla O'Lay, The Way You Want Me to Be, Wrong Road Again, This Time) - John Worth (Somebody Loves You, All I Wanna Do in Life, I'm Not Lisa, Fairytale Hero) |